# Medina (Duo)

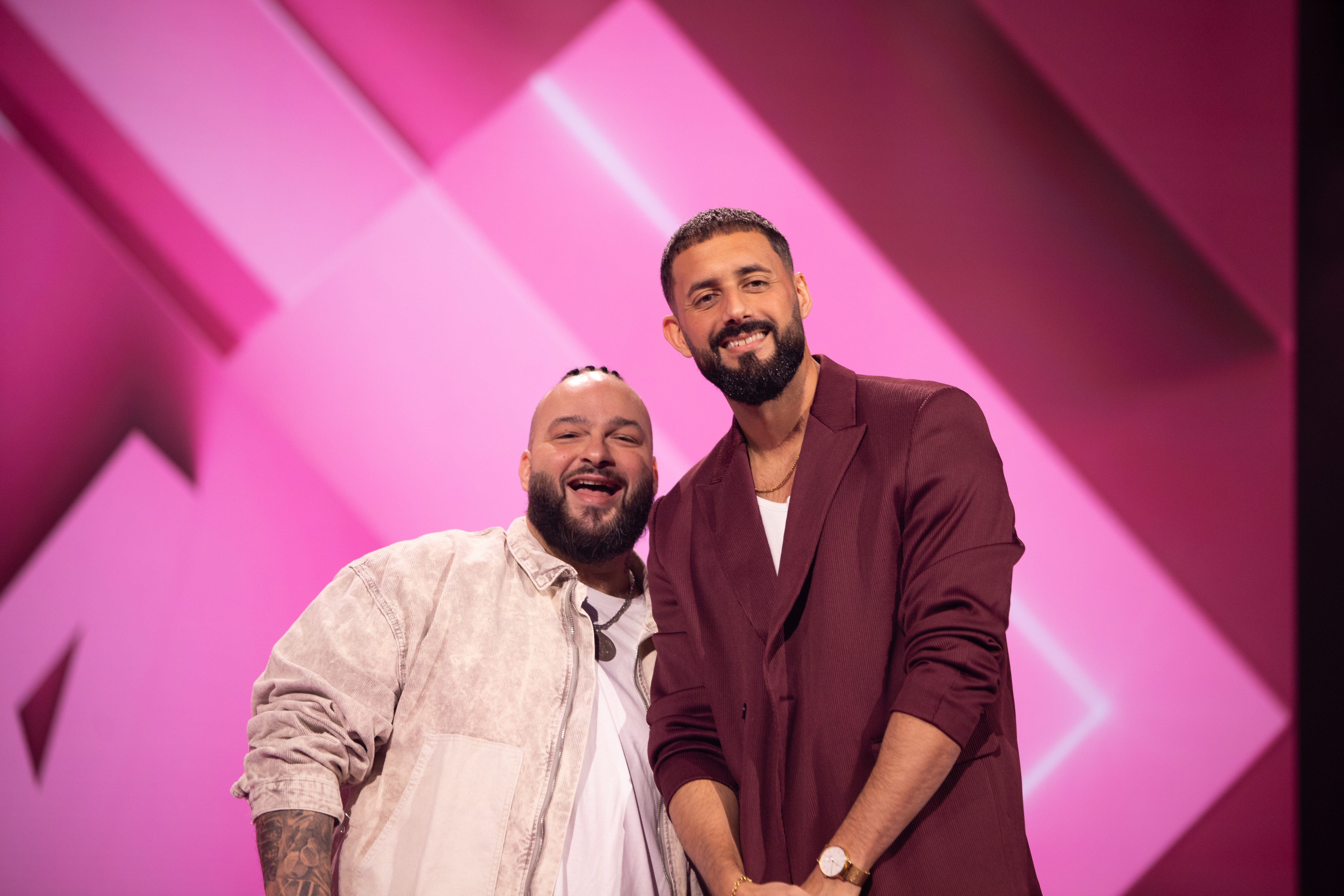
Medina, 2024

Medina ist ein schwedisches Hip-Hop-Duo, das aus den Sängern Sami Rekik und Ali Jammali besteht.

## Geschichte
Sami Rekik und Ali Jammali trafen 2002 zum ersten Mal bei einem Auftritt in Knivsta aufeinander. Kurz nach ihrem ersten Treffen wurde Jammali von Rekik in sein Studio in Stockholm eingeladen, um zusammen einen Song aufzunehmen. Die Zusammenarbeit wurde zu einem Mixtape ausgebaut und schließlich das Duo Medina gegründet. Im Jahr 2004 zogen sie mit dem Lied Magdansös erstmals in die schwedischen Singlecharts ein. Es folgten weitere Lieder, die sich in den Charts platzieren konnten. Zudem zogen sowohl das Album Sista minuten aus dem Jahr 2013 als auch Haffla avenyn aus dem Jahr 2015 in die Albumcharts ein.
Im Sommer 2018 wurde von der Plattenfirma Warner Music in einer Pressemitteilung vermeldet, dass Medina keine Musik mehr zusammen mache. Bereits zuvor hatten sie zwei Jahre lang keine neue Musik mehr herausgegeben. Im Herbst 2021 gab Medina dann aber sein Comeback bekannt.
Das Duo nahm 2022 erstmals gemeinsam am Melodifestivalen, dem schwedischen Vorentscheid für den Eurovision Song Contest, teil. Sie schafften es mit dem Song In i Dimman direkt ins Finale in der Friends Arena in Stockholm, in dem sie hinter Cornelia Jakobs und Anders Bagge Dritte wurden. Zudem waren die beiden als Songwriter am Song Bluffin von Liamoo beteiligt, welcher hinter ihnen auf dem vierten Platz landete. Am 1. Dezember 2023 wurde Medina als Teilnehmer des Melodifestivalen 2024 vorgestellt. Sie traten mit dem Lied Que Sera im fünften Halbfinale, am 2. März 2024 an und konnten sich direkt für das Finale qualifizieren, wo sie hinter Marcus & Martinus den zweiten Platz belegten.

## Stil
Beide beschäftigen sich seit ihrer Jugend mit Musik und wurden von verschiedenen Künstlern wie Jay-Z, Ludacris, Magic System, Cheb Khaled und Swedish House Mafia inspiriert. Das Duo einigte sich schon früh darauf, einen eigenständigen Sound zu kreieren und ihr Genre „Haffla Music“ zu nennen, eine Mischung aus Reggaeton, Hip-Hop, Rai, House, Pop und Dancehall. „Haffla“ bedeutet auf Arabisch „Party“.

## Mitglieder
- Sami Daniel Rekik (* 27. Juni 1980 in Stockholm[6]) ist ein schwedischer Sänger und Songwriter tunesischer und finnischer Herkunft. Rekik hat bereits mit mehreren schwedischen Künstler zusammengearbeitet. So nahm er zusammen mit Anis Don Demina den offiziellen Song Schwedens zur Fußball-EM 2021 Flaggan i topp auf. 2021 trat er zudem zusammen mit WAHL mit dem Song 90-talet am Melodifestivalen an, konnte sich allerdings nicht fürs Finale qualifizieren.
- Ali Jammali (* 2. Februar 1982 in Göteborg[7]) ist ein schwedischer Sänger und Songwriter tunesischer Herkunft.

## Diskografie

### Alben
| Jahr | Titel         | Höchstplatzierung, Gesamtwochen, AuszeichnungChartsChartplatzierungen (Jahr, Titel, Platzierungen, Wochen, Auszeichnungen, Anmerkungen) | Anmerkungen                         |
| Jahr | Titel         | SE | Anmerkungen                         |
| ---- | ------------- | --- | ----------------------------------- |
| 2013 | Sista minuten | SE15 Gold · (2 Wo.)SE | Erstveröffentlichung: 12. Juni 2013 |
| 2015 | Haffla avenyn | SE6 Gold · (18 Wo.)SE | Erstveröffentlichung: 29. Mai 2015  |

Weitere Alben
- 2023: Tropicalisera

### Singles
| Jahr | Titel Album                   | Höchstplatzierung, Gesamtwochen, AuszeichnungChartsChartplatzierungen (Jahr, Titel, Album, Platzierungen, Wochen, Auszeichnungen, Anmerkungen) | Anmerkungen                                                              |
| Jahr | Titel Album                   | SE | Anmerkungen                                                              |
| ---- | ----------------------------- | --- | ------------------------------------------------------------------------ |
| 2004 | Magdansös –                   | SE48 (2 Wo.)SE |                                                                          |
| 2005 | Zid emchi (Forsätt gå) –      | SE58 (2 Wo.)SE |                                                                          |
| 2012 | Där palmerna bor Hayat        | SE13 ×5Fünffachplatin · (53 Wo.)SE | Erstveröffentlichung: 5. Oktober 2012                                    |
| 2013 | Miss Decibel Sista minuten    | SE2 ×6Sechsfachplatin · (… Wo.)SE | Erstveröffentlichung: 26. April 2013                                     |
| 2014 | Se på mig nu Haffla avenyn    | SE10 ×2Doppelplatin · (20 Wo.)SE | Erstveröffentlichung: 25. April 2014                                     |
| 2015 | Tills vi koolar Haffla avenyn | SE24 Platin · (14 Wo.)SE | Erstveröffentlichung: 24. April 2015                                     |
| 2022 | In i dimman Tropicalisera     | SE2 (28 Wo.)SE | Erstveröffentlichung: 26. Februar 2022 Beitrag zum Melodifestivalen 2022 |
| 2022 | Säg nåt Tropicalisera         | SE89 (2 Wo.)SE | Erstveröffentlichung: 4. November 2022                                   |
| 2024 | Que sera –                    | SE1 Platin · (… Wo.)SE | Erstveröffentlichung: 2. März 2024 Beitrag zum Melodifestivalen 2024     |